# 5000 (število)
5000 (pét tisoč) je naravno število, za katero velja 5000 = 4999 + 1 = 5001 - 1.